# Are You There God? It's Me, Jesus
«Are You There God? It's Me, Jesus» (en España «¿Es Usted Dios?» y en Hispanoamérica «¿Estás ahí Dios? Soy yo, Jesús») es el episodio 47 de la serie animada South Park estrenado el 29 de diciembre de 1999. El título del episodio es una parodia al libro Are You There God? It's Me, Margaret. Este fue el último episodio de la serie en ser estrenado en los años 1990.

## Trama
Llegando el fin de 1999, Cartman le dice a los chicos que es el primero en llegar a la pubertad, ya que estaba experimentando su primer periodo. Los chicos al confirmar que era el periodo esperan la llegada del mismo, sin embargo tal menstruación no era más que una infección del colon provocada por un virus que se propagaba por South Park pero que podía ser controlada con antibióticos. Kenny luego de estar en el baño descubre que también tiene su "periodo", Kyle finge tenerlo para evitar ser desechado por sus amigos. Stan triste aun ruega y espera que le llegase su "periodo" ya que por no tenerlo es evitado por sus amigos.
Por su parte la gente del pueblo espera a Jesús; ya que una vez llegado el año 2000 esperan la venida de Dios. Jesús lo contacta en el cielo y le pide que vaya para que aun así sus creyentes mantuviesen su fe, pero Dios le dice que no se deje llevar por la falsa fama. Tras pensarlo por varios días, Jesus anuncia que Dios ira y que presentara a Rod Stewart en su concierto de regreso en Las Vegas para la víspera de año nuevo. La multitud decide ir aunque más para ver a Dios que a Stewart.
Stan por su lado le reza a Dios para que le haga llegar su "periodo" pero no obtiene respuesta, decide ir con Chef pero este no le da respuestas. Cartman decide formar un club con Kenny y Kyle para celebrar su periodo y Cartman dice haber comprado protectores pero Kenny le dice que tiene puesto un tapón (creyendo que es un tampón) y una vez más rechazan a Stan. A Kyle no le es fácil mentir sobre su supuesto periodo pero afirma que está bien. Stan decide visitar al Dr. Mephisto argumentando que su padre no había pasado por la pubertad y Mephisto le receta hormonas para tomarlas semanalmente, una vez fuera del laboratorio, Stan las toma casi todas.
En la mañana siguiente Stan por el efecto de las hormonas amanece con pequeños senos, una voz profunda y algo de barba, pero aun sin su "periodo" y va al club de Cartman diciéndoles a sus amigos que forzaría su pubertad pero Cartman le aconseja que deje que su "periodo" llegue y no lo fuerze, pero Stan decide tomar más hormonas. Kenny luego se empieza a sentir mal y desangra hasta morir. En el hospital, el Doctor afirma que la causa de su muerte fue el tapón que estaba en su ano y argumenta que ese tapón lo tenía Kenny siguiendo una moda o por haber visto a los Backstreet Boys.
Poco antes del concierto, Jesus ultima detalles con el mánager de Stewart, Stewart se ve viejo e incontinente pero según su mánager aun rockea como siempre. Posteriormente el concierto se lleva a cabo en un lujoso hotel de Las Vegas con todo el pueblo de South Park dentro del público. No obstante, el concierto resulta un desastre por la incontinencia y la poca habilidad de Stewart para cantar, lo que provoca una turba enfurecida que buscaba crucificar a Jesus por segunda vez. Stan se queja ante Jesus porque Dios no le contestaba sus plegarias, pero Jesus dice que es Dios quien no escuchaba las de él y debía asimilar el mensaje que le había dado previamente. Jesus le hace aprender que Dios no puede contestar todas las plegarias de sus creyentes ya que si lo arreglase todo, la vida no tendría sentido y que debió no dejarse llevar por su afán de mantener a sus creyentes. Tras aprender su lección, Dios aparece.
La apareiencia terrenal de Dios aterra a todos (su forma terrenal era una extraña mezcla de un gato y un hipopótamo) y les dice que por ser 2000 años les da la oportunidad de formular una pregunta. Unánimemente la multitud planea preguntarle el significado de la vida o la existencia, pero Stan arrebata esa oportunidad preguntando porque no había llegado su periodo. Dios le responde que por ser niño el no puede tener periodo, pues eso solo le sucede a las mujeres y que Cartman y Kenny tenían una infección en el colon, y Kyle solo había mentido, y además que su pubertad pronto llegaría. Dios se marcha para tristeza de la multitud esperando preguntarle, pero Dios les dice que responderá otra pregunta en el año 4000. Satisfecho por la respuesta, Stan comienza a cantar Auld Lang Syne hasta los créditos, pero se oye que la multitud furiosa con Stan por quitarle la oportunidad de hacerle una pregunta importante a Dios trata de lincharlo.